# Ду Чжао, Мария
 Мария Ду Чжао  кит.  (婦杜趙 瑪利, 1849 г., провинция Хэбэй, Китай — 28.06.1900 г., там же) — святая Римско-Католической Церкви, мученица.

## Биография
Мария Ду Чжао родилась в 1849 году в католической семье. В 1899—1901 гг. в Китае во время восстания боксёров жестоко преследовались христиане. Мария Ду Чжао была схвачена повстанцами, которые потребовали от неё под угрозой смерти отказаться от христианства. Мария Ду Чжао осталась верна своей вере и была убита.

## Прославление
Мария Ду Чжао была беатифицирована 17 апреля 1955 года Римским Папой Пием XII и канонизирована 1 октября 2000 года Римским Папой Иоанном Павлом II вместе с группой 120 китайских мучеников.
День памяти в Католической Церкви — 9 июля.

## Источник
- George G. Christian OP, Augustine Zhao Rong and Companions, Martyrs of China, 2005, стр. 89  (англ.)